# Barbara Hirschbichler
Barbara Hirschbichler (* 26. Juni 1959) ist eine deutsche Alpinistin und Gründerin der Himalaya-Karakorum-Hilfe e.V. Sie ist die Tochter des Bergsteigers Albert Hirschbichler.

## Leben
Als Kleinkind trug ihre Mutter sie noch in der Trage durch die Berge, ihr Bruder Albert nahm sie später zum Felsenklettern mit und als Barbara Hirschbichler mit 14 Jahren zum ersten Mal die Tagebücher ihres Vaters Albert Hirschbichler las, steigerte dies ihre Begeisterung für die Berge noch. Diesem war 1953 die zwölfte Begehung der Eiger-Nordwand gelungen. 1959 war er bei der Erstbesteigung des Batura Sar im Karakorumgebirge ums Leben gekommen.
Ab Mitte der Achtzigerjahre kletterte sie schon im Schwierigkeitsgrad VIII, um sich in den nächsten Jahren bis zum X. Grad zu steigern. Sie kletterte jeweils als erste deutsche Frau die Grade IX+ (1989), X− (1993) und X (1994), dazu kamen weitere extreme Touren in den Alpen und in den Anden. Dazwischen erreichte sie den zehnten Platz bei der Weltmeisterschaft im Sportklettern in Frankfurt 1991.
Ende der Neunzigerjahre wandte sie sich dem Höhenbergsteigen zu. Den sechsthöchsten Berg der Erde Cho Oyu (8201 m) im Himalayagebirge von Nepal bestieg sie ohne Sherpa-Hilfe im Jahr 1998 auf der Normalroute (Nordwestroute) mit Alexander Huber und zwei weiteren Bergsteigern, im Jahr 2000 dann den Gasherbrum II (8035 m). Zu dieser Zeit begann sie auch mit ihrem sozialen Engagement in der Region, indem sie Spenden sammelte, um eine tibetische Schule zu unterstützen.
Am 8. Dezember 2000 gründete sie den Verein Himalaya-Karakorum-Hilfe e.V. Anfangs wurden Schulgelder für die Sherpa-Kinder gesammelt, später wurde der Bau von Wasserleitungen, Brücken und Krankenstationen unterstützt. 2007 startete man mit den Bauarbeiten für Schülerwohnheime und 2016 mit der Errichtung eines Studentenwohnheims, um den Schülern eine weitere Fortbildung zu ermöglichen. Dazu laufen kontinuierlich Projekte zur Verbesserung der Kranken- und Nahrungsmittelversorgung. Der Verein wird von namhaften Persönlichkeiten finanziell und organisatorisch unterstützt, unter anderem von dem Extremkletterer Alexander Huber und den Liedermachern Hans Söllner und Hans Well.
Barbara Hirschbichler ist seit 2002 mit Ghulam Rasool, einem früheren Hochträger und jetzigen Leiter einer Expeditions-Agentur verheiratet.

## Dokumentarfilm
Julia Seidl: Barbara Hirschbichler – Weltbürger und Grenzgänger. auf arte TV, 9. August 2010.